# Neoitamus aestivus
Neoitamus aestivus är en tvåvingeart som först beskrevs av Franz Paula von Schrank 1781.  Neoitamus aestivus ingår i släktet Neoitamus och familjen rovflugor.
Artens utbredningsområde är Österrike. Inga underarter finns listade i Catalogue of Life.